# Porto Crystal
Porto Crystal foi uma escola de samba de Rio Claro. Em 2006 foi vice-campeã do Grupo de Acesso com o enredo "quem não pode com mandinga, não carrega patuá", sendo promovida ao Grupo Especial, onde com o enredo "A magia dos orixás, misticismo e folclore, obteve a quarta colocação com "a magia dos orixás, misticismo e folclore".

## Carnavais
| Ano  | Colocação | Grupo  | Enredo                                                                                          | Ref./Nota   |
| ---- | --------- | ------ | ----------------------------------------------------------------------------------------------- | ----------- |
| 2009 |           | Acesso | Memórias dos nossos carnavais Compositor:Cidão. Intérpretes: Tim, Cidão, Eliana e Maria Olívia. | [ 1 ] [ 3 ] |